# Franz Rainalter
 (juin 2024).
Franz Anton Rainalter (né le 26 août 1820 à Bolzano, mort le 17 juin 1874 dans la même ville) est un sculpteur autrichien.

## Biographie
Il est le fils du sculpteur Anton Rainalter (1788-1851) et de son épouse Maria Untereichner. Il reçoit sa première formation dans l'atelier de son père. À 20 ans, il se rend à Munich pour poursuivre sa formation et, à partir de novembre 1842, étudie la sculpture à l'Académie des beaux-arts de Munich. Il travaille sur des bâtiments tels que le Ruhmeshalle et le Walhalla. Après avoir terminé ses études, il retourne à Bolzano et reprend l'atelier de son père en 1846. Ayant reçu des commandes pour de nombreux projets de construction urbaine, il travaille principalement comme tailleur de pierre. Il réalise principalement des sculptures religieuses, notamment des monuments funéraires, pour les cimetières de Bolzano, Innsbruck, Feldkirch et Margreid.
Sa fille Amalie naît de son mariage avec Katharina Marbacher. Franz Rainalter meurt "d'épuisement" après une longue maladie en 1874 et est enterré au cimetière de Bolzano-Oberau. Son atelier est repris par les employés de longue date Hellrigl et Gostner.

## Œuvre

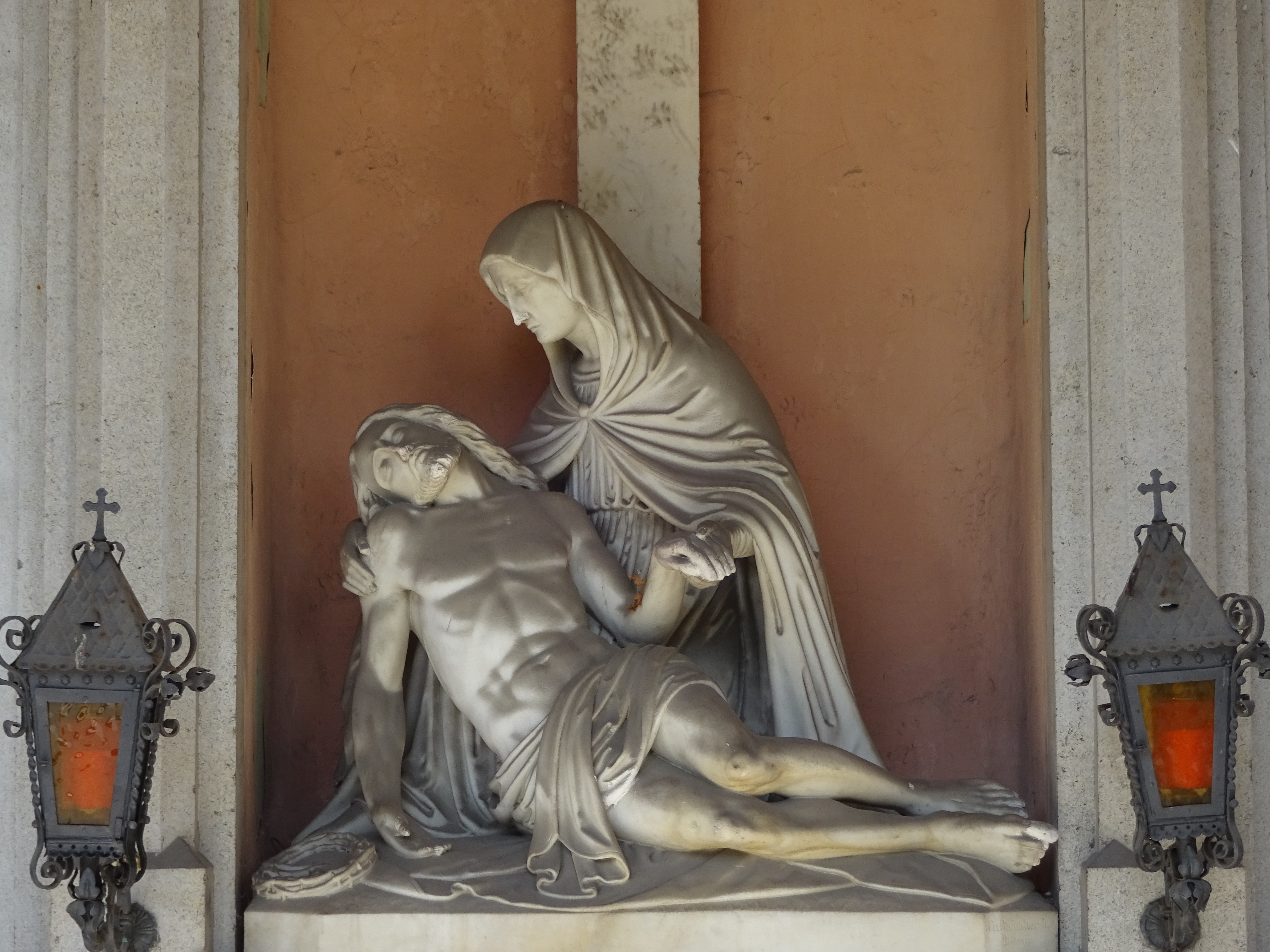
Pietà

- Buste en marbre de Johann Wolfgang von Goethe pour le jardin de Joseph Streiter à Bolzano, vers 1845 (aujourd'hui perdu)
- Monument à Anton Rainalter, cimetière municipal de Bolzano, 1851
- Masque mortuaire et buste de l'archiduc Rainier, 1853
- Monument funéraire d'Anton Ghon, Perauhof, Villach, vers 1860
- Épitaphe de Maria von Mörl, cimetière de Kaltern, vers 1870
- Immaculée sous un dais gothique, tombe de Falser, cimetière de l'Ouest, Innsbruck
- Pietà, cimetière de l'Ouest d'Innsbruck
- Monument funéraire des comtes de Toggenburg, cimetière de Bolzano-Oberau, (transféré de l'ancien cimetière)